# Mlomp jezik
Mlomp jezik (ISO 639-3: mlo; isto i gulompaay), nigersko-kongoanski jezik iz skupine jola, kojim govori oo 5 400 ljudi (2006) u nekoliko senegalskih sela, od kojih mu je središte selo Mlomp. Zajedno s jezikom karon [krx] čini podskupinu karon-mlomp.
Mlomp je ruralna zajednica u regiji Ziguinchor oko 40 km (25 mi) jugozapadno od Ziguinchora, ali ima osnovnu i srednju školu.

## Vanjske poveznice
- Ethnologue (14th)
- Ethnologue (15th)
- The Mlomp Language